# Luque (Spagna)
Luque è un comune spagnolo di 3 325 abitanti situato nella comunità autonoma dell'Andalusia.